# Anomala palaestina
Anomala palaestina är en skalbaggsart som beskrevs av Maurice Pic 1905. Anomala palaestina ingår i släktet Anomala och familjen Rutelidae. Inga underarter finns listade i Catalogue of Life.